# توتنهام هوتسبير موسم 1999–2000
خلال موسم 1999–2000، شارك توتنهام هوتسبير في الدوري الإنجليزي الممتاز، وكأس الاتحاد الإنجليزي وكأس الاتحاد الأوروبي.